# 越前陽悦
越前 陽悦（えちぜん ようえつ、1945年<昭和20年>7月12日 - ）は、日本の政治家。自由民主党所属。青森県議会議員（6期）、青森県議会副議長、むつ市議会議員 (5期) を歴任。旭日中綬章受章。

## 来歴
むつ市に生まれ。青森県立大湊高等学校卒業。東京都内の医療機器販売会社に勤務。その後、むつ市に戻り国鉄バスの運転手を務めた。むつ市議会議員５期を経て、1999年 (平成11年) 4月 青森県議会議員選挙に無所属で立候補し初当選。5期目の2015年からは自民党公認で計6期務めた。2013年12月 阿部広悦議長とともに副議長となり、2015年5月まで務めた。2023年 政界引退。

## 選挙歴
- 1999年4月 青森県議会議員選挙 むつ市選挙区で2位初当選
- 2003年4月 青森県議会議員選挙 むつ市選挙区で2位当選(再選)
- 2007年4月 青森県議会議員選挙 むつ市選挙区で1位当選(3選)
- 2011年4月 青森県議会議員選挙 むつ市選挙区で3位当選(4選)[1]
- 2015年4月 青森県議会議員選挙 むつ市選挙区 (定数3) で1位当選(5選)[3]
- 2019年4月 青森県議会議員選挙 むつ市選挙区 (定数3) で3位当選(6選)[4]

## 栄典
- 2024年11月 令和6年秋の叙勲で旭日中綬章を受章[5]